# Cowboys Stadium
Cowboys Stadium er et stadion i Arlington i Texas, USA, der er hjemmebane for NFL-klubben Dallas Cowboys. Stadionet har plads til 80.000 tilskuere. Det blev indviet 6. juni 2009, hvor det erstattede Cowboys gamle hjemmebane Texas Stadium. 
32°44′52″N 97°5′34″V / 32.74778°N 97.09278°V